# Neolític preceràmic A
El Neolític preceràmic A (o PPNA,per les sigles en anglès de Pre-Pottery Neolithic A) és una de les fases del Neolític desenvolupades a l'Orient Pròxim. Va ser establerta segons l'estratigrafia del jaciment de Jericó per Kathleen Kenyon. El preceràmic A abasta una cronologia de més de 1000 anys, entre la fi de l'XI mil·lenni aC i el començament del IX mil·lenni aC.
El preceràmic A no constitueix una cultura homogènia, sinó que es divideix en diverses entitats cronològiques i regionals del sud i el nord del Llevant mediterrani: les cultures de Khiamiana, Sultaniana i Mureybetiana en són exemple. L'horitzó del preceràmic A també pot incloure llocs contemporanis situats a regions veïnes (sud-est de l'Anatòlia, Xipre o el nord de l'Iraq).
El preceràmic A és una continuïtat del natufià, i és una fase caracteritzada per un augment de la sedentarització de les comunitats humanes, amb el desenvolupament de nuclis habitats més grans, noves formes d’arquitectura domèstica i edificis comunitaris. També apareixen els primers complexos monumentals que poden haver tingut una funció ritual (Göbekli Tepe). Des del punt de vista de les estratègies de subsistència, aquest període veu els inicis del desenvolupament de l’agricultura i la ramaderia, detectables durant els darrers segles. Per tant, és la primera fase de la neolitització, un llarg període de transició entre les cultures de caçadors-recol·lectors i les dels primers agricultors.
Tot i així, se'n debat el seu caràcter “neolític”, ja que no hi ha cap prova decisiva que demostri que el procés de domesticació arribés a la seva culminació durant aquest període.

## Cronologia
El preceràmic A es va desenvolupar aproximadament durant al X mil·lenni aC, les dates precises varien segons els jaciments i els especialistes. Basat en diversos treballs sobre el Llevant, K. Wright proposa una cronologia que va del 10.040 al 8940 aC (calibrat), l'equivalent al 11.990 - 10.890 BP (10.250 - 9600 BP segons C14).
Si considerem tots els aspectes que caracteritzen les comunitats humanes d’aquest període, no hi ha una ruptura real amb el període anterior, el natufià. A més, el Khiamià s'ha considerat durant molt de temps com una fase de transició entre els dos períodes i només recentment s'ha integrat al preceràmic A.
La transició entre el preceràmic A i el preceràmic B encara no s’entén del tot correctament. En aquest període de transició molts llocs continuen ocupats, com Jerf el Ahmar, on s'hi ha identificat una fase canvi. A més, fins i tot després del 8700 aC, s’observa una persistència de certs aspectes del preceràmic A al sud del Llevant (eines, arquitectura...). E. Banning fa durar aquest període fins al 8500-8350 aC.

## Jaciments

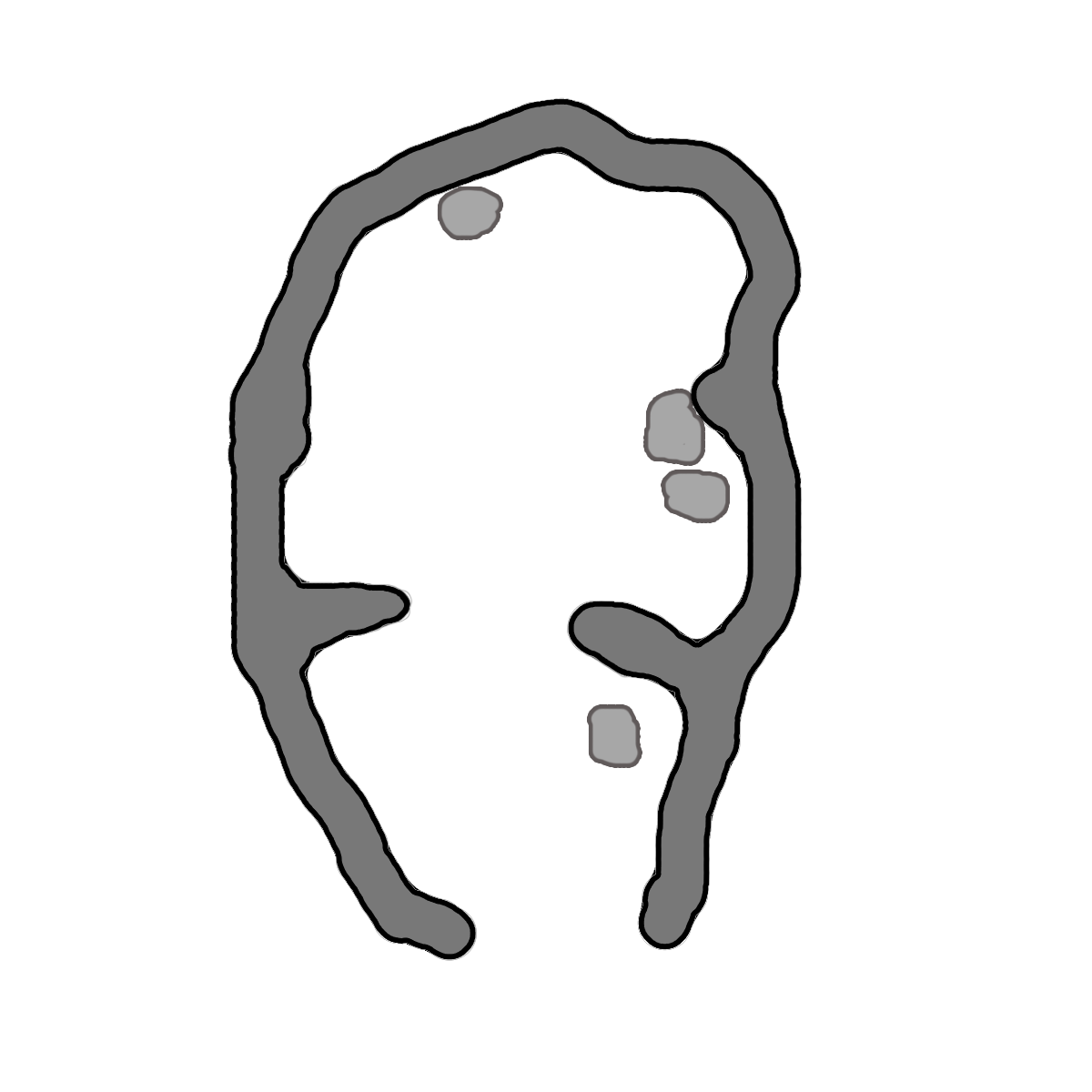
Estructura de base circular típica del preceràmic A.

Els jaciments arqueològics del preceràmic A són molt més grans que els de la cultura precedent de caçadors-recol·lectors natufians i contenen traces d’estructures comunitàries, com la famosa torre de Jericó. Els assentaments es caracteritzen per les cases de base circular, semisubterrànies, amb fonaments de pedra i terres d'estil semblant al terratzo. Les parets superiors estaven construïdes amb maons de tova d'argila sense coure amb seccions transversals plano-convexes. Les llars de foc eren petites i cobertes de llambordes. S'utilitzaven roques escalfades per cuinar, cosa que va provocar la presència de roques esquerdades als focs dels edificis, i gairebé tots els assentaments contenien un espai d'emmagatzematge fet amb pedres o maons de fang.
A partir de 2013, el jaciment de Gesher, situat a la vall del Jordà, es va convertir en el primer dels jaciments neolítics a tenir una data calibrada amb carboni 14. Aquest anàlisi va aportar una cronologia de 10.459 aC ± 348 anys, cosa que suggereix que podria haver estat el punt o un punt de partida de la revolució neolítica. Un lloc contemporani és Mureybet, a Síria.
Un dels assentaments del preceràmic A més notables és Jericó. Considerada com la primera ciutat del món (apareguda vers el 9.000 aC), la ciutat del preceràmic A va arribar a tenir una població de fins a 2.000–3.000 habitants, i estava protegida per un enorme mur de pedra i una torre. Hi ha molt de debat sobre la funció del mur, ja que no hi ha proves de cap guerra o conflicte en aquest moment. Una possibilitat és que el mur es construís per protegir els recursos salins de Jericó. També s’ha proposat que la torre capturés l’ombra de la muntanya més grossa més propera durant el solstici d’estiu per tal de crear una sensació de poder que reafirmés qualsevol jerarquia que governés.

## Pràctiques funeràries

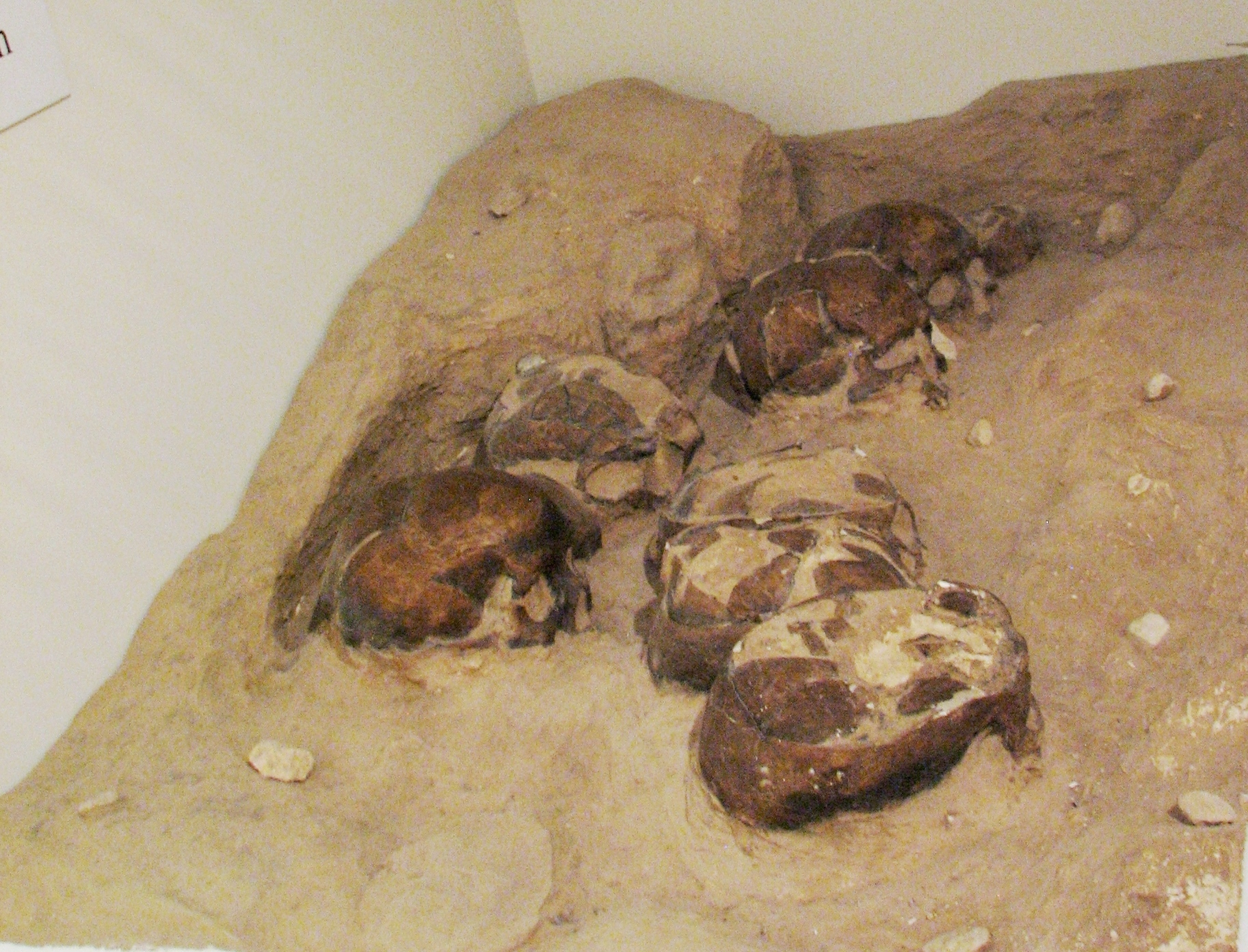
Reproducció d'una troballa de cranis sota el nucli d'hàbitat de Jericó (Exposició del 2011 al Museu de Prehistòria Moshe Stekelis de Haifa).

Les cultures del preceràmic A són úniques per les seves pràctiques funeràries i Kenyon (que va excavar el nivell de preceràmic A de Jericó) les va anomenar com a cultures "convivint amb els seus morts". Kenyon va trobar ni més ni menys que 279 enterraments sota els terres de les cases, sota els seus fonaments i entre les parets. En el període posterior, el preceràmic B, els cranis sovint es desenterraven i tornaven a enterrar, o eren refets amb argila i (presumiblement) exhibits.

## Conreus i graners
El sedentisme d’aquesta època va permetre el conreu de grans locals, com l’ordi i la civada salvatge, i l'emmagatzematge als graners. Llocs com Dhra′ i Jericó van mantenir un estil de vida caçador fins al període preceràmic B, però els graners van permetre una ocupació sedentària.
Aquest període inicial de l'agricultura es considera "pre-domesticació", tot i que pot ser que s'haguessin començat a desenvolupar espècies vegetals en les formes domesticades que són actualment. L'emmagatzematge deliberat i prolongat va ser possible gràcies a l’ús de "sòls suspesos per a la circulació de l'aire i la protecció contra rosegadors". Aquesta pràctica "precedeix a l'aparició de la domesticació i de comunitats sedentàries a gran escala per almenys 1.000 anys".
Els graners es van col·locar en indrets públics, entre altres edificis, des de principis del 11.500 BP, tot i que al voltant del 10.500 BP van ser traslladats a l'interior de les cases. Pels volts del 9.500 BP es va començar a emmagatzemar en habitacions especials. Aquest canvi podria reflectir l'evolució cap a sistemes socials bsats en la possessió i la propietat a mesura que els graners van anar passant d'un ús i propietat comunals a estar sota el control de les llars o les persones.
S'ha observat d'aquests graners que els seus "sofisticats sistemes d'emmagatzematge amb ventilació per sota del sòl són un desenvolupament precoç que precedeix l'aparició de gairebé tots els altres elements del paquet neolític del Pròxim Orient: domesticació, comunitats sedentàries a gran escala i l'arrelament d'alguns graus de diferenciació social ". A més, "la construcció de graners pot […] haver estat la influència més important per a l'augment del sedentisme que requeria una participació activa de la comunitat en noves formes de vida".

## Variants regionals
Amb el coneixement de més llocs, els arqueòlegs han definit una sèrie de variants regionals del Neolític preceràmic A:
- Sultaniàː a la vall del riu Jordà i al sud de Llevant, amb el lloc tipus de Jericó. Altres jaciments són Netiv HaGdud, El-Khiam, Hatula i Nahal Oren.

- Mureybetiàː al nord del Llevant, definit per les troballes de Mureybet IIIA, IIIB. Puntes Helwan, fulles de falç amb base treballada o tija curta i retoc terminal. Altres llocs són Sheyk Hasan i Jerf el-Ahmar.

- Aswadiàː a la conca de Damasc, definit per troballes de Tell Aswad IA. Nuclis bipolars, grans fulles de falç, puntes de tipus Aswad. La variant "aswadiana" va ser recentment abolida per l'obra de Danielle Stordeur en el seu informe inicial de més investigacions del 2001-2006. L'horitzó preceràmic B es va moure enrere en aquest jaciment, fins als 10.700 BP.[13]

- Els jaciments de l'Alta Mesopotàmia són Çayönü i Göbekli Tepe, sent aquest darrer el complex ritual més antic descobert fins ara.[14]

- Jaciments a l'Anatòlia central amb la "ciutat mare" Çatalhöyük i el lloc més petit, però més antic, que rivalitza fins i tot amb Jericó, Aşıklı Höyük.

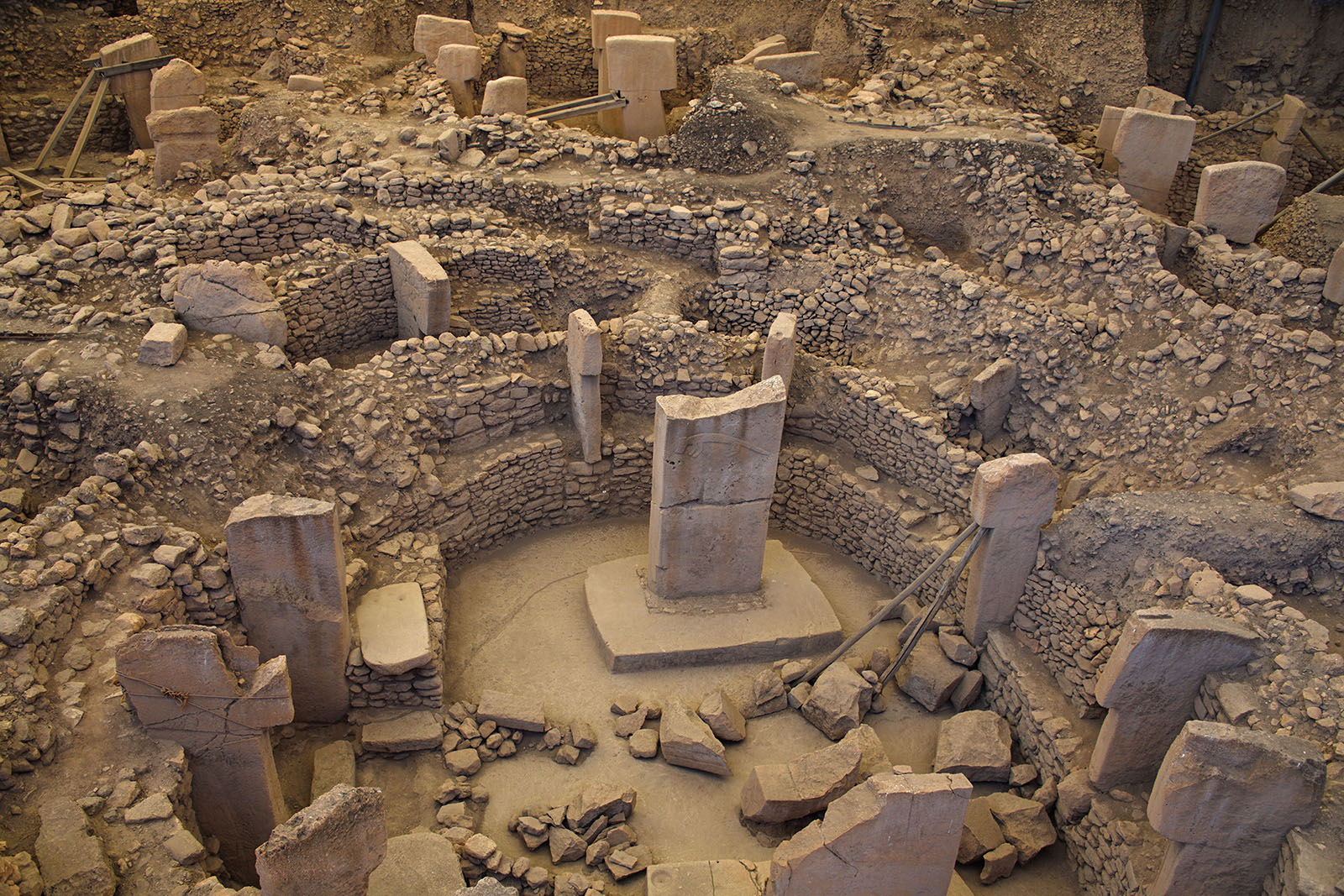
Göbekli Tepe.
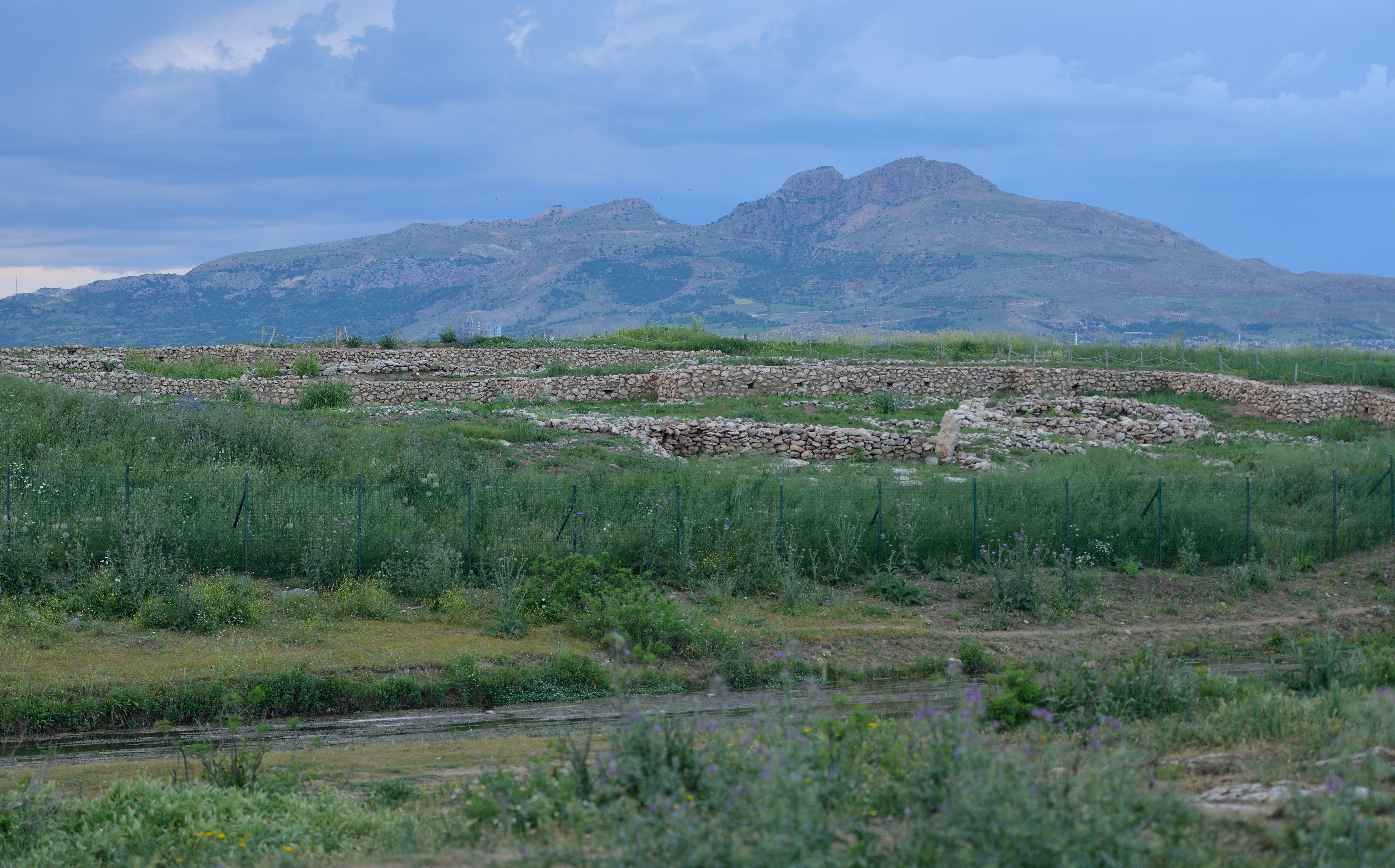
Çayönü.
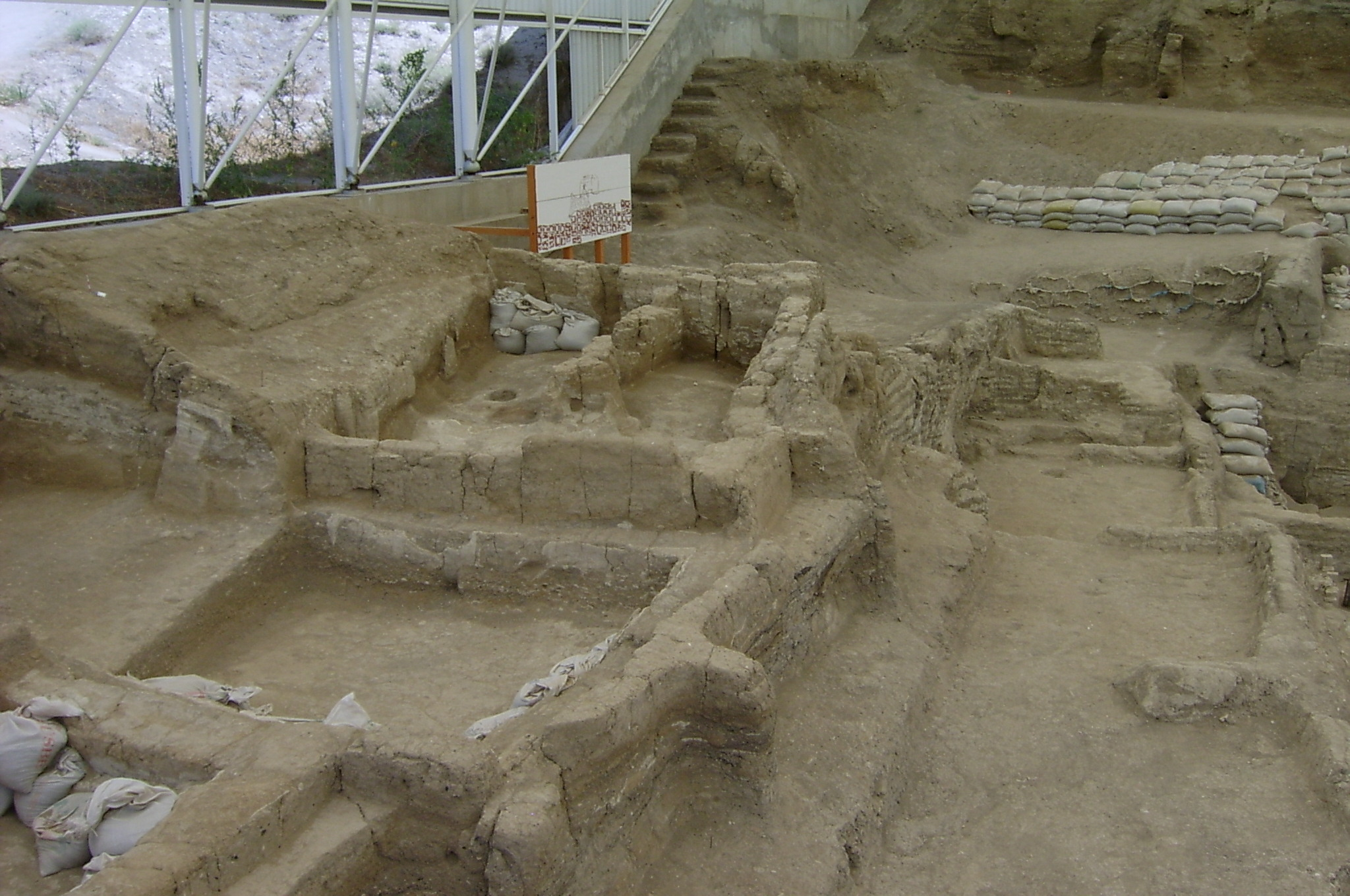
Çatalhöyük.
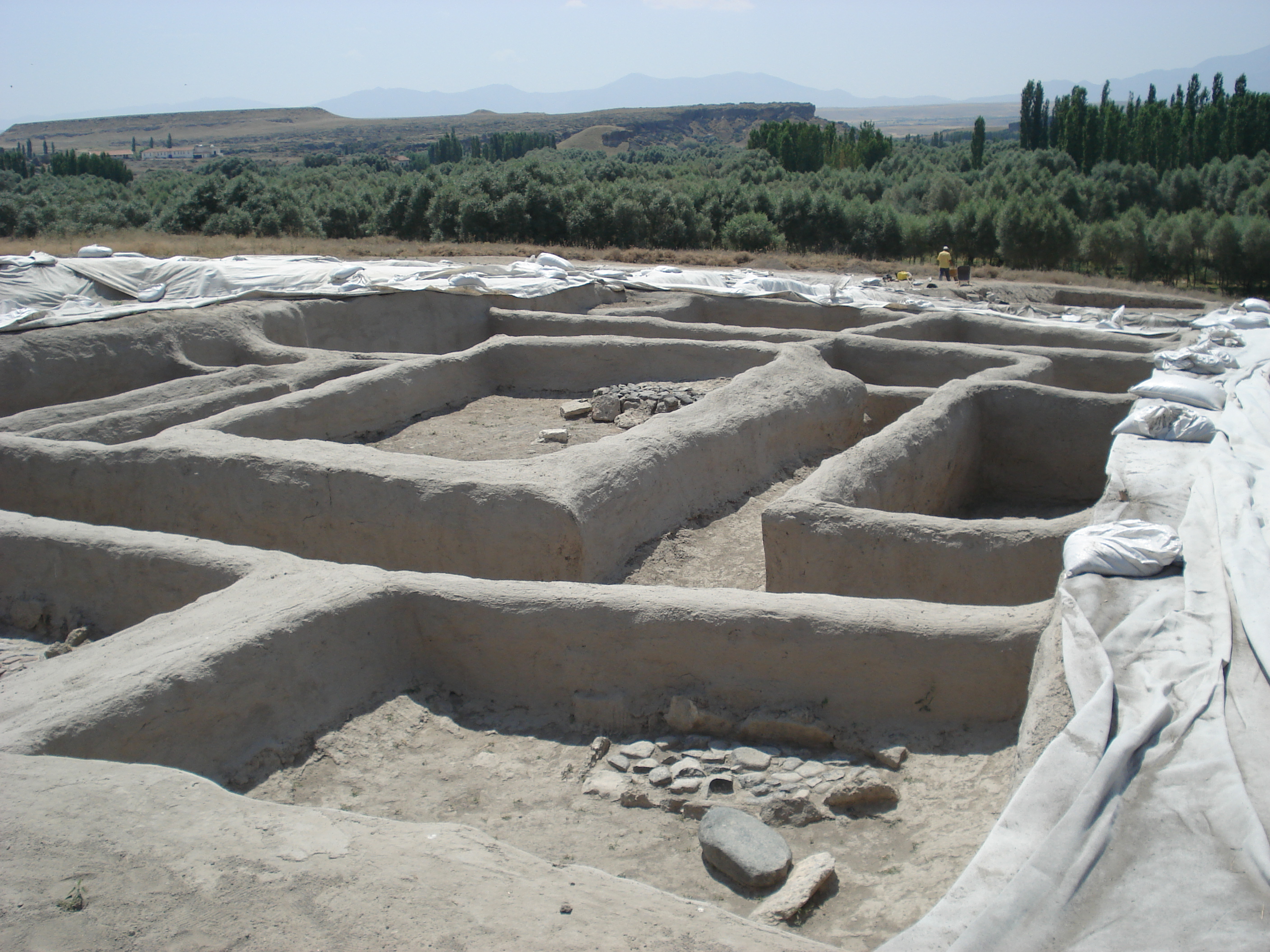
Aşıklı Höyük.
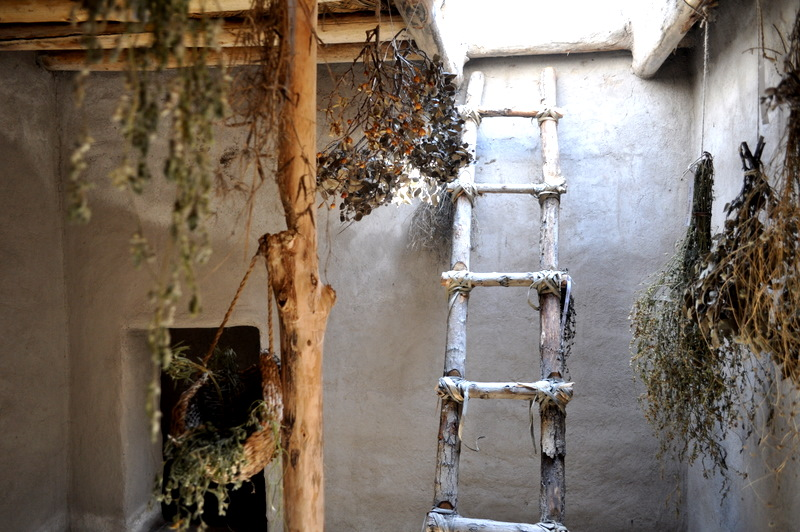
Reconstruccó d'un habitatge a Aşıklı Höyük.
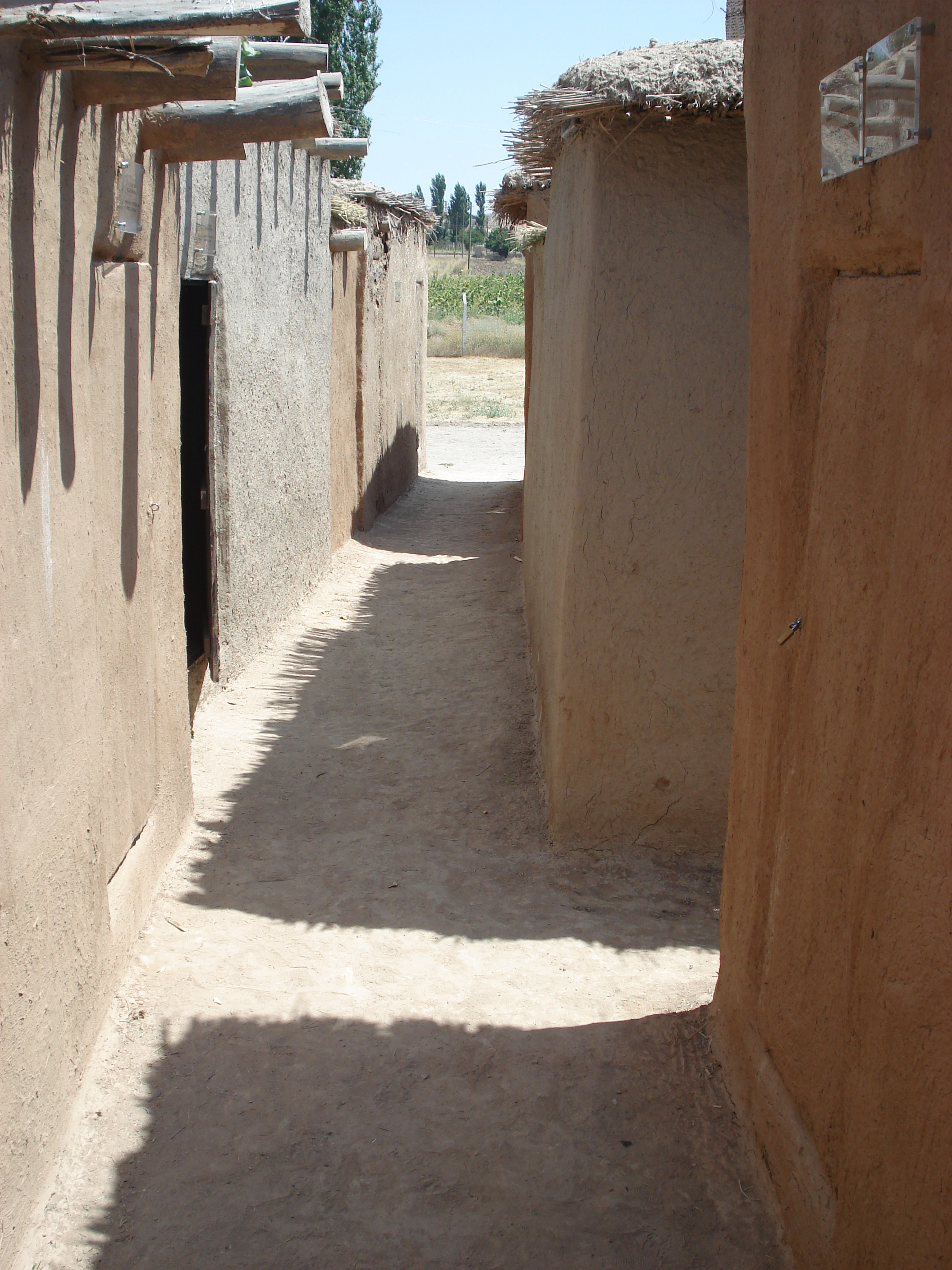
Carrers d'Aşıklı Höyük reconstruïts
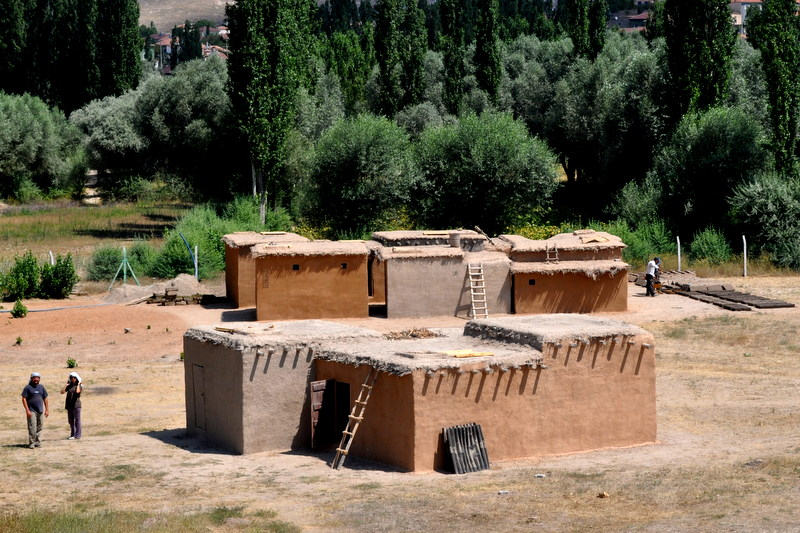
Reconstrucció d'hàbitats.